# Klein Vielen

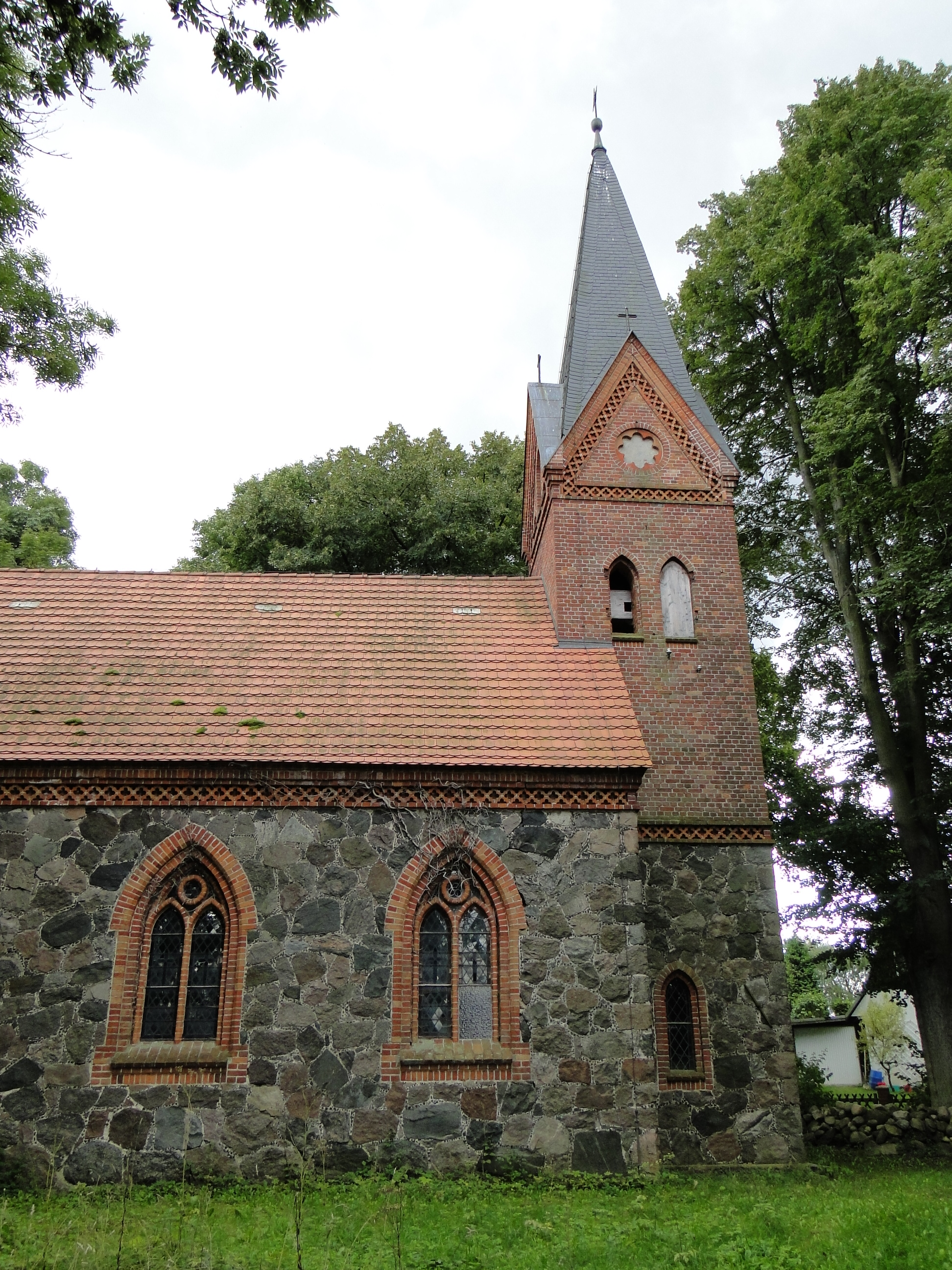
Kirche in Liepen

Klein Vielen ist eine Gemeinde im Landkreis Mecklenburgische Seenplatte im Süden Mecklenburg-Vorpommerns (Deutschland). Sie wird vom Amt Neustrelitz-Land mit Sitz in der nicht amtsangehörigen Stadt Neustrelitz verwaltet.

## Geografie

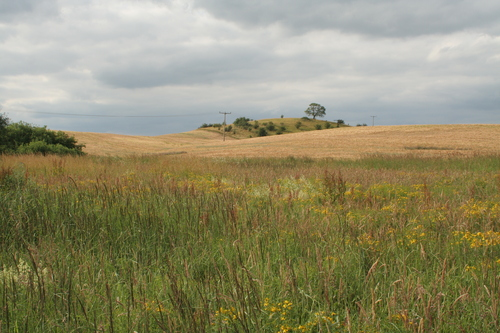
Berg bei Brustorf in Richtung Klein Vielen

Das Gemeindegebiet Klein Vielens liegt auf einer welligen Hochfläche auf der Nordsee-Ostsee-Wasserscheide am nordöstlichen Rand des Müritz-Nationalparkes. Südwestlich von Klein Vielen (in der Nachbargemeinde Kratzeburg) entspringt die Havel und entwässert über die Elbe zur Nordsee, während das Wasser im Bereich nördlich von Klein Vielen über den Aalbach, die Tollense und Peene zur Ostsee abfließt. Zwischen Klein Vielen und dem Ortsteil Liepen ragt der Strelitzer Berg etwas aus der Umgebung hervor, er ist mit 116 m ü. NN die höchste Erhebung zwischen Neubrandenburg und der Müritz. Im Nordosten des Gemeindegebietes liegen der 2300 Meter lange und bis zu 500 Meter breite Klein Vielener See und in dessen Verlängerung der 800 Meter lange Wedensee.
Umgeben wird Klein Vielen von den Nachbargemeinden Penzlin im Norden, Hohenzieritz im Osten, Blumenholz im Südosten, Neustrelitz im Süden sowie Kratzeburg im Nordwesten.

## Gemeindegliederung
Die Gemeinde Klein Vielen besteht aus den ehemals selbständigen Ortsteilen
- Klein Vielen
- Hartwigsdorf
- Adamsdorf
- Liepen
- Brustorf
- Peckatel

## Geschichte

### Adamsdorf
Der ursprüngliche Name von Adamsdorf lautete Kuhstall (Kostel). Als im Jahr 1812 Hilfstruppen für Napoleons Russlandfeldzug eingezogen wurden, war unter ihnen auch der Sohn des Gutsherren Graf Heinrich von Blumenthal, Graf Adam von Blumenthal. Er zog mit den zweiten Kürassier-Regiment der westfälischen Truppen, bis er kurz vor Moskau in der Schlacht bei Borodino verwundet wurde und seinen Verletzungen wenig später in Moskau erlag. Zu Ehren seines Sohnes benannte der Gutsherr Graf Heinrich von Blumenthal den Ort in Adamsdorf um. An die Geschichte Adamsdorfs erinnern heute eine Informationstafel nahe der Bushaltestelle und der Adamsstein nahe dem Dorfeingang. Der Adamsstein ist als Naturdenkmal unter Schutz gestellt.

### Brustorf
Brustorf, als Brusmezdorpe wohl 1317 ersterwähnt. Andere nachhaltige Quellen beziehen sich auf eine Urkunde bereits vom 12. März 1274, womit der Fürst Nikolaus von Werle den Brüdern Bernhard und Heinrich von Peccatel dieses und weitere Güter, wie Peckatel und Klein Vielen, verleiht. Die kleine Vorgänger-Ortschaft lag etwas westlich vom heutigen Brustorf. Die Hochschule Neubrandenburg geht von einem Alt-Brustorf aus, nachmals Sitz einer Meierei. Der heutige Ort Brustorf begann sich demnach erst ab 1728 zu entwickeln, auf der Brustorfer Feldmark entstand Glashütte. Früher war es immer ein Nebengut der Familie von Maltzan auf Rothenmoor. Deren durchgehende genealogische Reihe beginnt, auch für Brustorf, mit Joseph von Maltzan (1735–1805), dann folgt Landrat Friedrich von Maltzan (1783–1864). In Brustorf geboren ist der erste Schüler des 1836 gegründeten Königlichen Pädagogiums zu Putbus, einem bekannten Gymnasiums, Bernhard von Maltzan (1820–1905). Er trug den Ehrentitel Exzellenz und war Senatspräsident am Gericht in Rostock. Auch in späteren Zeiten diente Brustorf der Gutsbesitzerfamilie als Wohnsitz.

### Hartwigsdorf
Im heutigen Ortsteil Hartwigsdorf wurden 1933 30 Personen gezählt, sechs Jahre später waren es 105. Nach amtlichen Quellen ist die Wohnbevölkerung 1940 mit 105 Personen beziffert. Das kleine eingeschossige Gutshaus Hartwigsdorf wurde vermutlich um 1833 errichtet und dient heute für Ferienwohnungen. Am 1. Juli 1950 wurde Hartwigsdorf eingemeindet.

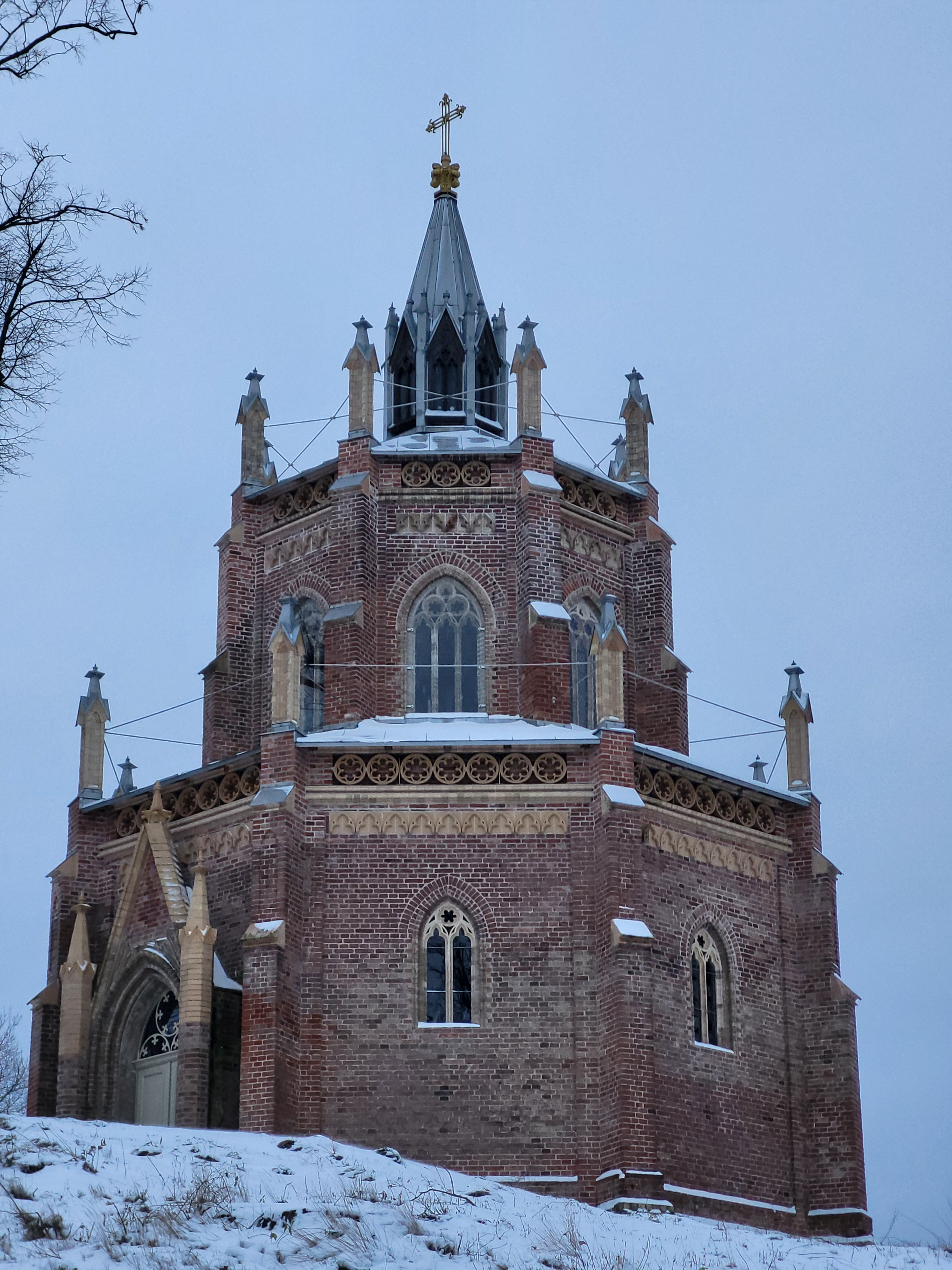
Die wiederhergestellte Jahn-Kapelle

### Klein Vielen
Klein Vielen wurde als „Vilim Carstici“ im Jahr 1170 erstmals urkundlich erwähnt. Frühe Lehnsnehmer waren die von Holstein, die mit dem Wendenkreuzzug, an der Seite Heinrich des Löwen kamen. Im 15. Jahrhundert entstand hier ein Herrenhaus, das Gutshaus existiert nicht mehr. Das Gut wechselte nach dem Dreißigjährigen Krieg mehrfach den Besitzer. 1804 erwarb es als erster bürgerlicher Besitzer Gottfried Joachim Vick. Während der französischen Besetzung kam es in den Besitz von Graf Heinrich von Blumenthal, der es von 1810 bis 1815 leitete. Gleich 1815 verkaufte er es an den Prokurator Rudolph Jahn, der aus Köritz bei Neustadt an der Dosse kam.
Rudolf Jahns zweitgeborener Sohn Eduard, der das Gut erbte, ließ um 1851 auf dem Klingenberg zu Ehren seiner Frau, die bei der Geburt ihres achten Kindes verstarb, eine neogotische Grabkapelle errichten. Eduard fand unter seinen Kindern keinen Erben und verkaufte das Gut im Jahre 1880 an einen Freiherrn von Kap-herr. Hermann Freiherr von Kap-herr (1801–1877) war als spanischer Konsul, Bankier und erblicher Ehrenbürger von St. Petersburg erst 1868 in den Adelsstand erhoben worden. Und sein Sohn Karl (1827–1887) begründete sogleich einen Familienfideikommiss mit festgelegter Erbfolge. Hauptwohnsitz des Erben Freiherr Hermann von Kapp-herr (1854–1929) blieb aber Schloss Lockwitz bei Dresden. Auf dem Gutshof im heutigen Ortsteil Klein Vielen lebten 1910 gezählte 211 Personen. Kurz vor der großen Wirtschaftskrise 1928/1929 umfasste das Rittergut Klein Vielen mit Hartwigshof der Gebrüder Freiherren von Kapp-herr konkret 1108 ha, davon 151 ha Wald. 1937/1938 verkauften die von Kap-herr das Gut an den Landwirt Herbert Bennecke, der mit Löbnitz ebenso ein Gut im Anhaltinischen besaß. Klein Vielen galt als Allodialbesitz und war somit auch ohne größere Auflagen veräußerbar.
Im Rahmen der Bodenreform wurde Bennecke enteignet. 1946 wurden einige Neubauernstellen geschaffen. Typische Neubauernhäuser entstanden. 1953 gründeten die Klein Vielener ihre Landwirtschaftliche Produktionsgenossenschaft (LPG) Karl Marx. Das auch als „Schloss“ bezeichnete Herrenhaus des 1945 entschädigungslos enteigneten Gutes in Klein Vielen brannte 1947 ab. An seiner Stelle steht ein mehrgeschossiges Wohnhaus aus den 1950er Jahren. Es befindet sich in der einzigen 90-Grad-Kurve des Ortes – drumherum sind einige Wirtschaftsgebäude erhalten, die in die Denkmalliste aufgenommen wurden.
Die Gemeinde Klein Vielen bemüht sich in Zusammenarbeit mit dem 2015 eigens gegründeten Förderverein Jahn-Kapelle Klein Vielen e. V. und dem örtlichen Kulturverein Klein Vielen e. V. um die Erhaltung der Jahn-Kapelle.

### Liepen
Liepen wurde als „Lipyn“ erstmals im Jahr 1247 urkundlich erwähnt. Der Name leitet sich vom slawischen Wort „Linde“ ab und bedeutet so viel wie „Lindenort“. Der Ort gehörte zum Rittersitz Klein Vielen im ritterschaftlichen Amt Stavenhagen. Der Ort liegt an einer alten Handelsstraße und besaß eine Kirche aus dem 13. Jahrhundert. Diese wurde im Dreißigjährigen Krieg teilweise zerstört und in der Folgezeit nur notdürftig instand gesetzt. Erst 1888 wurde die neue neugotische Kirche eingeweiht. Die Kirche wurde umfangreich durch Bemühungen des Fördervereins Liepener Kirche und Orgel in den Jahren 2019–2023 restauriert. Die in der Kirche befindliche Grüneberg-Orgel mit vier Registern wurde ebenfalls restauriert und ist nach 40 Jahre wieder spielbar.

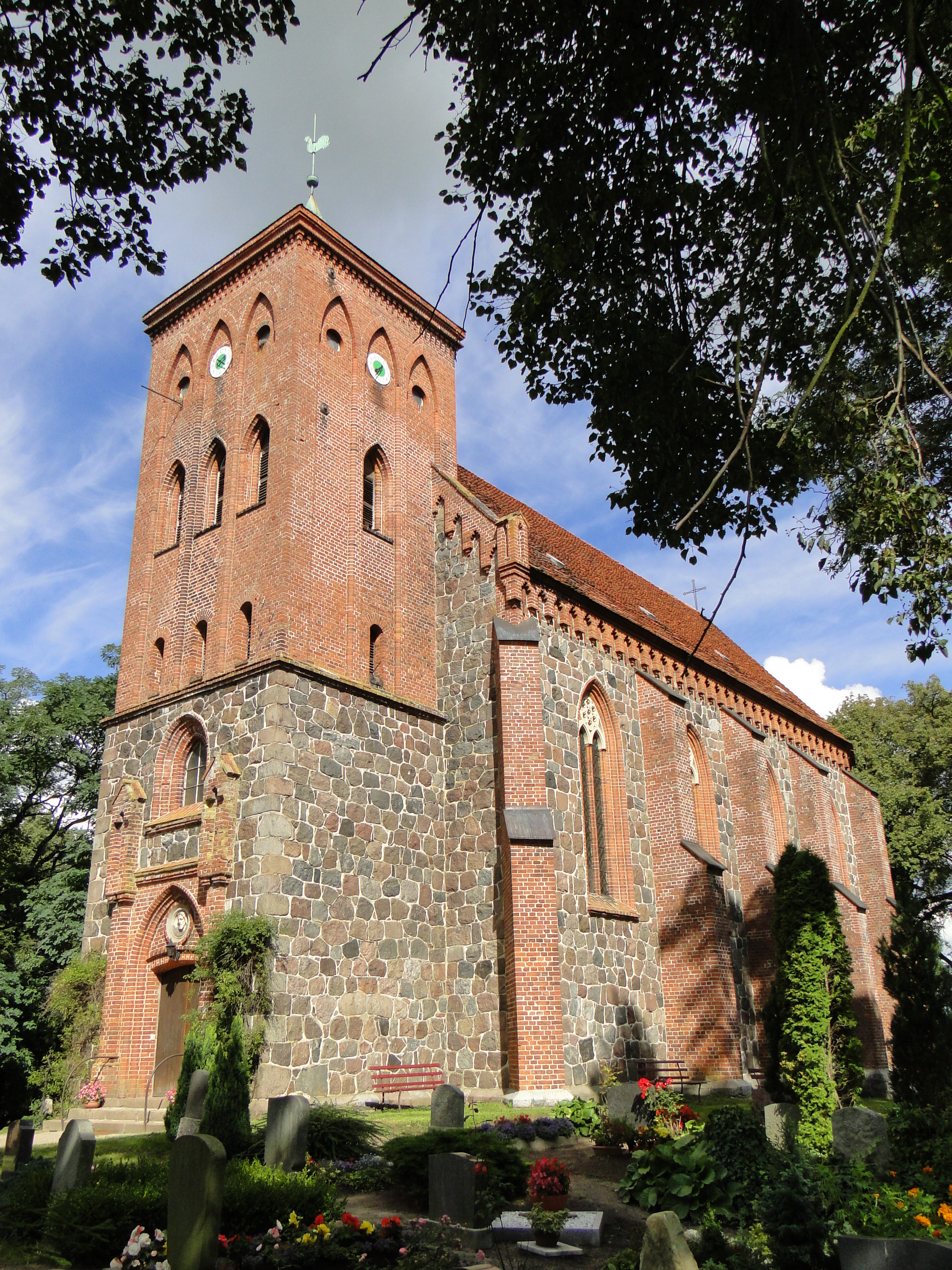
Kirche in Peckatel

### Peckatel
Der Name Peckatel leitet sich vom einst ortsbesitzenden Adelsgeschlecht derer von Peccatel ab. Seit 1505 waren die Güter im Besitz der Familie von Maltzahn (Linie Wartenberg-Penzlin), die sie 1629 verpfändete. Joseph von Maltzahn erwarb 1795 das Gut wieder. 1854 entstand das Gutshaus und 1895 der zweigeschossige rotsteinige Anbau. In der Neujahrsnacht 1928/1929 brannte die Kartoffelfabrik ab und damit war der Gutsbetrieb wirtschaftlich stark angeschlagen. 1934 verkauften Maltzahns den Großteil des Gutes an eine Siedlungsgesellschaft, kauften das Herrenhaus mit Park danach wieder zurück, um es 1942 an einen Drahtfabrikanten zu veräußern. Zum damaligen Gutsareal Peckatel gehörte einst die Wüstung Peutsch, ein 599 ha-Forst-Lehngut. Seit 2003 erinnert ein Baum und ein Gedenkstein an die Gemarkung.

## Dienstsiegel
Die Gemeinde verfügt über kein amtlich genehmigtes Hoheitszeichen, weder Wappen noch Flagge. Als Dienstsiegel wird das kleine Landessiegel mit dem Wappenbild des Landesteils Mecklenburg geführt. Es zeigt einen hersehenden Stierkopf mit abgerissenem Halsfell und Krone und der Umschrift „GEMEINDE KLEIN VIELEN * LANDKREIS MECKLENBURGISCHE SEENPLATTE“.

## Sehenswürdigkeiten
- Adamsstein
- Herrenhaus in Hartwigsdorf
- Jahn-Kapelle in Klein Vielen
- Neugotische Dorfkirche Liepen
- Neugotische Feldsteinkirche (1863) mit Backsteinturmaufsatz in Peckatel
- Schloss Peckatel
- Siehe auch: Liste der Baudenkmale in Klein Vielen

## Verkehr
Neustrelitz ist etwa zehn Kilometer entfernt, die Kleinstadt Penzlin etwa acht Kilometer. Die Bundesstraße 193 (Neustrelitz–Penzlin) führt durch die Ortsteile Peckatel und Brustorf. Der nächstgelegene Bahnhof in Kratzeburg liegt an der Bahnstrecke Neustrelitz–Warnemünde. Die Anbindung der Ortschaften der Gemeinde an Neustrelitz wird unter der Woche mit den Linienbussen der MVVG sichergestellt. In den Schulferien ist das Angebot teils auf einzelne Wochentage beschränkt.

## Gewässer
- Klein Vielener See
- Wedensee

## Persönlichkeiten

### Adamsdorf
- Peter-Joachim Rakow (* 1933 in Adamsdorf), Historiker und Archivar

### Brustorf
- Julius von Maltzan (1812–1896), Gutsherr, Politiker und Publizist
- Bernhard von Maltzan (1820–1905), Jurist, Präsident des Oberlandesgerichts Rostock

### Klein Vielen
- Hans Adolf (Ulrich Anton Bernhard Leopold) von Plessen (1790–1871), mecklenburgischer Wirklicher Geheimer Rat und Oberkammerherr, Exzellenz.
- Uwe Schwichtenberg (1942–2004), Tierdresseur,[24] Preisträger Kunstpreis der DDR